# 윈저 공항
윈저 공항(영어: Windsor Airport, IATA: YQG, ICAO: CYQG)은 캐나다 온타리오주 윈저 동남쪽에 위치해있는 공항이다. 이 공항은 정기 운항편과 범용 항공편이 같이 존재하며, 민간 항공기와 비즈니스 항공기의 캐나다 입국 지점으로 많이 이용한다. 공항 위의 영공은 유난히 사용량이 많은 이유가 인근에 있는 디트로이트 메트로폴리탄 웨인 카운티 공항 때문이기도 하고, 계기 비행 (IFR; Instrument Flight Rules) 출발과 도착을 디트로이트 당국이 관리하기 때문이다.
윈저 공항은 NAV CANADA에 따른 입국 공항으로 분류되어 캐나다 국경 관리국 (CBSA)에서 출입국 관리를 한다. 현재 CBSA 직원은 이 공항에서 325명 이하의 승객을 태운 비행기만 다룰 수 있으며, 단계적으로 내릴 경우에는 최대 450명까지 가능하다.

## 운항 노선

### 국내선
| 항공사               | 목적지   | 비고          |
| -------------------- | -------- | ------------- |
| 선윙 에어라인        | 바라데로 | 전세기편 운항 |
| 에어 캐나다 재즈     | 토론토   |               |
| 웨스트 제트          | 캘거리   | 전세기편 운항 |
| 카메론 에어          | 필리     |               |
| 프린스 에드워드 에어 | 샬롯타운 | 전세기편 운항 |